# Carollina Cherry
Carollina Cherry, née le 22 avril 1994 à Villeneuve-sur-Lot, est une actrice pornographique et mannequin française.

## Biographie
Carollina Cherry, née le 22 avril 1994 à Villeneuve-sur-Lot, a grandi dans le Lot-et-Garonne. Après des études, elle a travaillé comme serveuse dans des restaurants gastronomiques. Elle a aussi été maître d'hôtel dans un hôtel de luxe. En couple depuis 2012, elle explore sa sexualité de manière libertine.

## Carrière
À la fin de 2018 et au début de 2019, elle effectue ses premières expériences dans le domaine du travail sexuel en tant que cam girl sur la plateforme CAM4.
En 2019, elle a fait ses débuts dans l'industrie du divertissement pour adultes sous le nom de « Caro », tournant ses premières scènes pornographiques pour la production Jacquie et Michel.
Elle a participé à des films réalisés par Pierre Moro et Fabien Lafait, mais c'est au sein de la production Jacquie et Michel Elite qu'elle a développé une préférence pour les films scénarisés.
En 2020, elle participe à plusieurs films pour la production Jacquie et Michel Elite, où elle devient l'une des actrices phares de leurs productions. Elle partage l'affiche avec des talents tels que Clara Mia, Cherry Kiss, Lucy Heart et Cassie Del Isla.
Le 14 mars 2020, le magazine américain AVN lui a consacré un article réalisé par Dan Miller.
En 2021, elle a été l'actrice principale de Seconde chance, le premier film réalisé par Anna Polina.
En 2023, elle s'est démarquée dans son rôle principal One Night in London de Liselle Bailey.
Elle tient également le rôle principal dans le film Chloé de Liza del Sierra.
Depuis 2021, elle tourne principalement pour Dorcel et Blue One. Elle a notamment été l'une des actrices principales de la grande production Dorcel Revenge, qui est nommée aux AVN Awards de 2023.
En 2023, elle est nommée aux AVN Awards pour la scène 7 de Revenge aux côtés de Emily Willis, Cherry Kiss, Anissa Kate, Clara Mia et Cléa Gaultier.

## Controverse
En avril 2024, l'actrice Carollina Cherry a évoqué les pratiques contestables de certains producteurs.
Interviewée par Christelle Pangrazzi pour Capital et par Anne-Laure Barral pour Radio France.
Elle a expliqué que les chartes sont souvent mal appliquées, citant son expérience avec deux productions Dorcel à Budapest l'année précédente, où elle avait travaillé avec une coordinatrice d'intimité hongroise. À 24 heures de son départ, son programme a été modifié pour inclure une scène anale imprévue, qu'elle a découverte par la suite diffusée sous un label inconnu.
Elle a exprimé son mécontentement au directeur des contenus du groupe, qui lui a payé pour cette scène supplémentaire. Elle souligne que des personnes plus jeunes ou moins à l'aise pourraient ne pas se manifester.
Grégory Dorcel a affirmé ne pas être au courant de ce différend, mais son service communication a précisé qu'il est arrivé que des scènes soient tournées en deux versions : cinéma traditionnel et caméra subjective, une pratique maintenant abandonnée.
Ce désaccord a mis fin à leur collaboration.
Carollina Cherry milite pour un porno plus responsable, qui protège et encadre les acteurs, et préconise la fermeture des tubes comme PornHub pour protéger la jeunesse.

## Filmographie

### Films pornographiques
- 2019 : Des sucettes ou un sort, production Jacquie et Michel
- 2019 : JetM Xperiences, production Jacquie et Michel
- 2019 : Qui tire la Reine de Fabien Lafait
- 2020 : Anna l'influenceuse
- 2020 : Fille du president de Jack Tyler
- 2020 : Private Special 299, production Private
- 2020 : Héritières à la ferme, production Jacquie et Michel
- 2020 : Surf House 1 production SINematica
- 2020 : Surf House 2 production SINematica
- 2021 : Chevauchees de l'Ouest, production Jacquie et Michel
- 2021 : Episode 1: Princess Night
- 2021 : Episode 3: Roommates and More
- 2021 : Episode 5: Second Chance
- 2021 : Carré de dames pour trois as de  Pierre Moro  [20]
- 2021 : Furious, production Jacquie et Michel
- 2021 : Seconde chance de Anna Polina
- 2021 : Les vices cachés de la baronne,de  Pierre Moro
- 2022 : 9 Nights
- 2022 : Carollina 4 You
- 2022 : Cherry and Cream
- 2022 : Chic Affairs - Tiffany and Carollina de Hervé Bodilis
- 2022 : Divine Marquis'night
- 2022 : Revenge de Hervé Bodilis
- 2022 : Whitney Desires Of Submission de Hervé Bodilis
- 2022 : Alice Martin Special Guest
- 2023 : All My Devoted Secretaries
- 2023 : Carollina Fulfils Your Fantasies
- 2023 : Carollina's Confessions
- 2023 : Chic Affairs - Maya and Jia de Hervé Bodilis
- 2023 : Chloe de Liza Del Sierra
- 2023 : Clara Mia Desires Of Submission de Hervé Bodilis
- 2023 : Client Comes First
- 2023 : Pulsions #5[21]
- 2023 : Clara la soumise de Hervé Bodilis[21]
- 2023 : Impulses - The Call Of Desire de Hervé Bodilis
- 2023 : One Night In London de  Liselle Bailey
- 2023 : En toute indiscrétion de  Liselle Bailey
- 2023 : My Hot Wife Clémence Audiard de Hervé Bodilis[21]
- 2023 : Luxure , les amants de ma femme de Hervé Bodilis[21]
- 2023 : Choc de Hervé Bodilis
- 2023 : Missing de Hervé Bodilis avec Little Caprice[21]
- 2024 : Room 212 de Dorcel[22]
- 2024 : Casino endgame de Hervé Bodilis

## Publication
- 2020 : AVN SINematica's MVP for August[23]
- 2020 : AVN French Starlet[24]
- 2020 : Mes Nouvelles Erotiques - Interview de Carollina Cherry[24]
- 2022 : Dorcel Tiffany et Carollina[25]
- 2022 : Canal + Interview de Carollina cherry[26]
- 2023 : AVN Dorcel Releases Liselle Bailey's 'One Night in London[27]

## Nominations
- 2023 : AVN awards – Meilleure scène de groupe, pour Missing[28]
- 2023 : AVN awards – Best International Groupe Sex, pour Revenge[29]
- 2021 : AVN awards – Best International Anal Sex Scene, Seconde chance (2021)[1]

## YouTube
- 2020 : Journal du Hard –  Carollina Cherry , Lele et des glaçons[30]
- 2021 : Psyko-Drag – 3 minutes avec  Carollina Cherry [31]
- 2022 : Jimmy Labeeu – Partie de jeu de société amusant[32]
- 2023 : Journal du Hard – L'interview X de Carollina Cherry[33]
- 2023 : Journal du Hard – Une nuit à Londres[34]